# Eprius veleda
Eprius veleda är en fjärilsart som beskrevs av Frederick DuCane Godman 1901. Eprius veleda ingår i släktet Eprius och familjen tjockhuvuden. Inga underarter finns listade i Catalogue of Life.